# آدم هولواي
آدم جيمس هارولد هولواي (بالإنجليزية: Adam James Harold Holloway)‏ (ولد في 29 يوليو 1965 في فيفرشام، إنجلترا) سياسي ينتمي إلى حزب المحافظين وعضو البرلمان عن الدائرة الانتخابية غرافيشام منذ عام 2005.

## النشأة
ولد في فالإرشام في كنت. والده هو القس روجر هولواي (توفي عام 2010) وتلقى هولواي تعليمه في مدرسة كرانليه قبل الذهاب إلى كلية ماغدالينا في كامبريدج حيث درس العلوم الاجتماعية والسياسية وحصل على الماجستير قبل أن يدرس الدراسات العليا في كلية لندن الإمبراطورية.
قبل انتخابه للبرلمان عين هولواي في الجيش البريطاني وخدم مع حراس غريناديه. خلال خدمته العسكرية شارك في القتال خلال حرب الخليج الثانية وأماكن أخرى وتمت ترقيته إلى رتبة نقيب. بعد مغادرته الجيش عمل صحفي تحقيق مع أخبار التلفزيون المستقلة ووورلد إن أكشن وبانوراما وصنداي تايمز. عمله الأكثر شهرة هو سلسلة وثائقية حائزة على جائزة آي تي في بعنوان «لا سكن ثابت» الذي قضى هولواي ثلاثة أشهر بلا مأوى في شوارع لندن في عام 1991 وسلط الضوء على محنة السكان الذين لا مأوى لهم وهم في تزايد مستمر خاصة أولئك الذين يعانون من مسائل في الصحة العقلية.

## المسيرة البرلمانية
انتخب هولواي في الانتخابات العامة لعام 2005 لتمثيل الدائرة الانتخابية كنت في غرافيشام وهزم وزير العمل السابق كريس بوند من حزب العمال بفارق 654 صوت فقط ولكن يعتبر أحد أكبر التقلبات من حزب المحافظين في البلاد في 4.9٪ في انتخابات ذلك العام. كانت هذه هي المرة الأولى منذ الحرب العالمية الثانية التي لا تحصل الحكومة على غرافشام (أو الدائرة السابقة غرافيسند).
ألقى خطابه الأول في مجلس العموم في 28 يونيو 2005. كما دعي هولواي إلى الكلام (في 15 سبتمبر 2006) إلى جانب عضو مجلس النواب الأمريكي جون شيمكوس للطلاب في حرم جامعة جنوب إلينوي إدواردزفيل.
كان هولواي عضوا في لجنة اختيار الدفاع من 2006 إلى 2010 منذ أن شغل منصب نائب رئيس مجلس المحافظين في الشرق الأوسط.
في عام 2009 اقترح تقرير كتبه هولواي أن بعض الادعاءات المتعلقة بأسلحة الدمار الشامل العراقية المستخدمة لدعم قضية حكومة المملكة المتحدة للحرب في عام 2003 نشأت من سائق سيارة أجرة عراقية وأن هذا قد يتضمن الادعاء حول استعدادها لإطلاق في 45 دقيقة «وفقا لهولواي تم تجاهل التحفظات التي أعرب عنها محللون المخابرات حول الكثير من البيانات عند إعداد القضية للحرب تحت ضغط من داونينج ستريت».
أعيد هولواي نائبا لغرافشام في 6 مايو 2010 مع 22,956 صوتا (48,5٪ من الأصوات) ومع زيادة أغلبية 9,312.
في أكتوبر 2010 عين أمين سر خاص برلماني إلى ديفيد ليدينغتون وزير الدولة لشؤون أوروبا والحلف الأطلسي في وزارة الخارجية وشؤون الكومنولث. في عام 2011 استقال من هذا المنصب الحكومي الأصغر لتحدي سوط من ثلاثة سطور والتصويت لصالح الاستفتاء المبكر على عضوية الاتحاد الأوروبي.
في أكتوبر 2014 كان أحد ستة نواب محافظين للتصويت ضد الضربات الجوية التي تستهدف تنظيم الدولة الإسلامية في العراق بعد زيارة منطقة الحدود التي تحتلها بيشمركة الكردية. قال أن الحملة لم «يتم التفكير بها». امتنع عن التصويت بشكل نشط في التصويت على الضربات الجوية في سوريا في نوفمبر 2015.
في خطاب برلماني في سبتمبر 2015 وصف هولواي منح اللجوء للاجئين من الشرق الأوسط على أنهم «زبائن» يقولون إن العديد من طالبي اللجوء يمضون عطلة في البلدان التي فروا منها واستخدم حلاقه كمثال على ذلك. قال حلاقه وهو لاجئ كردي بعد ذلك أنه كان يقضي عطلة في غريت يارموث في ذلك الأسبوع وليس العراق.

## روابط خارجية
- آدم هولواي على موقع IMDb (الإنجليزية)